# 永山由高
永山 由高（ながやま よしたか、1983年〈昭和58年〉7月6日 - ）は、日本の政治家。鹿児島県日置市長（2期）。

## 来歴
鹿児島県日置郡伊集院町（現・日置市）に生まれる。5歳のときに同郡東市来町に転居。東市来町立鶴丸小学校、東市来町立東市来中学校（現・日置市立東市来中学校）、鹿児島県立鶴丸高等学校卒業。2006年（平成18年）3月、九州大学法学部法政策学科卒業。同年4月、日本政策投資銀行入行。
2009年（平成21年）、帰郷し鹿児島市にてNPO活動に従事。2011年（平成23年）7月6日、「一般社団法人鹿児島天文館総合研究所Ten-Lab」を鹿児島市に設立。
2011年（平成23年）10月、南日本放送のMBCラジオ Radio Burn のコメンテーターに就任
2016年（平成28年）4月、株式会社ecommit 取締役経営戦略部長 就任
2018年（平成30年）7月、日本エアギター選手権 2018 で全国第2位
2019年（平成31年）4月、鹿児島県エアギター協会設立・会長就任
2020年（令和2年）7月7日、移住ドラフト会議を運営する「九州地域間連携推進機構株式会社」を田鹿倫基と鹿児島市に設立し代表取締役に就任。
2021年（令和3年）5月16日に行われた日置市長選挙に立候補し、元市職員の橋口健一郎、元市議の桃北勇一を退け、初当選を果たした。5月29日、市長就任。
※当日有権者数：38,897人 最終投票率：65.41%（前回比：-1.28pts）
| 候補者名   | 年齢 | 所属党派 | 新旧別 | 得票数   | 得票率 | 推薦・支持 |
| ---------- | ---- | -------- | ------ | -------- | ------ | ---------- |
| 永山由高   | 37   | 無所属   | 新     | 11,667票 | 46.40% |            |
| 橋口健一郎 | 58   | 無所属   | 新     | 7,713票  | 30.68% |            |
| 桃北勇一   | 56   | 無所属   | 新     | 5,763票  | 22.92% |            |

2025年（令和7年）5月18日投開票の日置市長選挙に立候補し、無投票で再選。